# The Like
The Like – zespół grający alternatywnego rocka z Los Angeles, Kalifornii. Ostateczny skład posiadał Elizabeth „Z” Berg (wokal i gitara), Tennessee Thomas (perkusja), Laena Geronimo (bas), oraz Annie Monroe (organy). Zespół wydał trzy EP-ki i dwa albumy studyjne.

## Historia

### 2001–2004:Formacja i wczesne lata
The Like zostało utworzone we wrześniu 2001 roku przez Elizabeth „Z” Berg (wokal, gitara), Charlotte Froom (bas, wokal) oraz Tennessee Thomas (perkusja), kiedy miały odpowiednio 15, 15 i 16 lat. Wszystkie trzy są córkami weteranów przemysłu muzycznego; ojciec Berg, Tony Berg, dawniej był producentem w Geffen Records A&R exec/record, ojciec Froom to producent Mitchell Froom, a ojcem Thomas jest Pete Thomas, przez długi czas perkusista Elvisa Costello. Od dzieciństwa trio było zauroczone klasycznym rockiem, i wszystkie trzy brały lekcje gry na pianinie, zanim same nauczyły się grać na obecnych instrumentach.
Utworzyły zespół po tym, jak rodzice koleżanek z dzieciństwa, Thomas i Froom, uświadomili sobie, że Berg pisze piosenki i interesuje się utworzeniem zespołu. Froom nauczyła się grać na basie na dwa tygodnie przed dołączeniem, a potem wszystkie trzy zaczęły pracować razem, szybko uzyskując rezultaty. Mama Thomas zaproponowała nazwę dla zespołu, tłumacząc się częstotliwością używania słowa „Like” przez dziewczyny.
Przez okres trzech lat, zespół samodzielnie wydał trzy EP-ki (I Like The Like, ... and The Like, oraz Like It or Not), które sprzedawały podczas koncertów oraz na ich stronie internetowej. Ich piosenka, „(So I'll Sit Here)”, znalazła się na soundtracku do filmu Trzynastka. Udały się w trasę razem z Phantom Planet oraz Kings of Leon. W 2004 roku, The Like podpisało kontrakt płytowy z Geffen Records.

### 2005–2009:Are You Thinking What I'm Thinking?
The Like wydało swój pierwszy album, Are You Thinking What I'm Thinking?, dzięki wytwórni Geffen, 13 września 2005 roku. Krążek jest kombinacją odnowionych piosenek wydanych na ich niezależnych EP-kach, jak również nowego materiału. Recenzje w większości przypadków były pozytywne. Krissi Murison z NME zachwalała takie piosenki jak „June Gloom” i „(So I'll Sit Here) Waiting”, skrytykowała jednak „zbytnio idealne podejście” producenta Wendy Melvoina.
Zespół wystąpił na Coachella Valley Music and Arts Festival w kwietniu 2006 roku, oraz na Wireless Festival w Hyde Parku w Londynie, w czerwcu tego samego roku. We wrześniu 2006, The Like supportowało Muse na kilku koncertach w USA, zanim udały się do Europy by rozgrzewać publiczność przed brytyjskim zespołem Razorlight.

### 2009–2011:Zmiany w składzie i Release Me
Berg razem z Thomas przyjechały do Brooklynu w Nowym Jorku, by nagrać drugi album The Like. (w tym czasie Froom nie była już członkinią zespołu.) Pracowały razem z Markiem Ronsonem, jak również z Alexem Greenwaldem oraz różnymi członkami zespołu Sharon Jones & The Dap-Kings. Odcinając się od brzmień znanych z Are You Thinking What I'm Thinking?, zainspirowały się muzyką klasycznych kobiecych zespołów, szczególnie tych brytyjskich, jak i tekściarek z lat 60. Greenwald zagrał na basie do wszystkich piosenek.
17 września 2009 roku, zespół opublikował na swoim profilu na MySpace wiadomość pt. „The Like 2.0”. Wiadomość zapowiadała nowy skład: oryginalne członkinie Berg i Thomas, plus Reni Lane i Laenę Geronimo. Odświeżony skład podróżował razem z Arctic Monkeys we wrześniu i październiku tego samego roku. Od tamtej pory, Reni Lane opuściła zespół, a na jej miejsce została dodana Annie Monroe.
Downtown Records wydała drugi album The Like, zatytułowany Release Me, 15 czerwca 2010 roku. USA Today okrzyknął album „ogromną poprawą” od czasu Are You Thinking What I'm Thinking?. Magazyn Los Angeles odnotował, iż zespół „poszedł w retro-fab, z organami Farfisa, dzwoniącą, brytyjską gitarą pop oraz klaśnięciem ręki". Jon Pareles, dziennikarz z The New York Times napisał, „Twarda, dziewczęca grupa jest dosyć nowym pojęciem – zapytaj Blondie czy the Donnas – jednak zrobione dobrze, jak te, są nieodparte".
Zespół wystąpił w filmie krótkometrażowym projektanta Zaca Posena, w celu wypromowania jego kolekcji ubrań Target. Film pokazuje, jak dziewczyny przesiadują w hotelowym pokoju, by potem zagrać singiel „Fair Game”. Krótkometrażówka została wyreżyserowana przez Gia Coppola (wnuczkę Francis Ford Coppola). W październiku 2010 roku, The Like pojawiło się również w episodzie serialu TV 90210, jako one same, oraz w 3 wydaniu komiksu The Li'l Depressed Boy.

### 2011–obecnieZawieszenie
23 maja 2011 roku, zespół na swoim oficjalnym profilu na Facebooku, opublikował następującą wiadomość: „The Like odwołało wszystkie nadchodzące koncerty, a zespół jest obecnie na niepewnym zawieszeniu. Na razie nie ma żadnego oświadczenia od zespołu".
20 października 2013 roku, bez oficjalnego poinformowania o statusie zespołu, poprzez Twittera grupa zakomunikowała, iż 25 zagrają koncert w Liquid Room w Tokio, Japonii.

## Dyskografia

### Albumy
- Are You Thinking What I'm Thinking? – Geffen (2005)
- Release Me – Downtown (2010)

### EP-ki
- I Like The Like (2002)
- ... and The Like (2003)
- Like It or Not (2004)

### Single
- „Falling Away” (2001)
- „What I Say and What I Mean” (2005)
- „June Gloom” (2006)
- „Fair Game” (2009)
- „Release Me” (2010)
- „He's Not a Boy” (2010) – Limitowana edycja drukowanych vinyli w nakładzie 500 sztuk (UK)
- „Wishing He Was Dead” (2010)

### Kompilacje
- Trzynastka soundtrack – Nettwerk (2003)
- Miłego Dnia? soundtrack – Lakeshore (2005)
- War Child's Heroes – Parlophone (2009)